# Fúzní protein

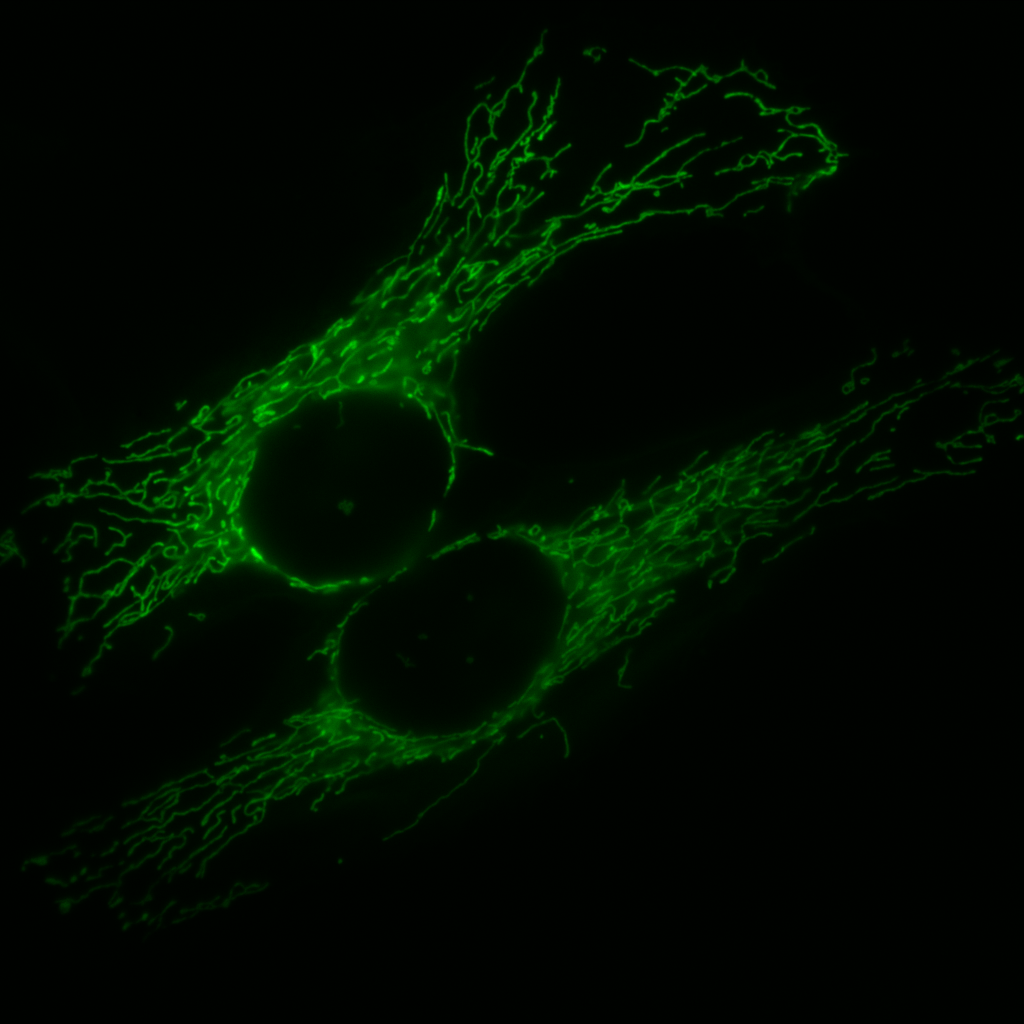
HeLa buňky, do nichž byl vložen gen pro fúzní protein GFP s mitochondriální topogenní značkou, která ho navádí do mitochondrií a umožňuje jejich označení v živých buňkách.

Fúzní protein (též chimérní) je protein vytvořený obvykle umělým spojením dvou či více původních proteinů (resp. otevřených čtecích rámců) do jednoho výsledného. Jsou důležitým prostředkem výzkumu v molekulární biologii resp. rekombinantních technologií, neboť různými způsoby usnadňují studium proteinů. Zájmový protein je zpravidla opatřen dodatečnými sekvencemi na svém N-terminálním či C-terminálním konci.
Fúzní proteiny např. mohou být vytvořeny s pomocí domény známé enzymatické funkce či antigenních vlastností, čímž usnadňuje např. izolaci (tzv. proteinový tag). Dodáním topogenních značek je možné proteiny směřovat do určitých eukaryotických buněčných kompartmentů, např. do mitochondrie, jiné sekvence zase mohou protein ochránit před degradací nebo zlepšovat jeho solubilitu. Další možností je fúze proteinu s fluorescenčními proteiny, které umožňují studovat lokalizaci, dynamiku či interakci proteinů pomocí fluorescenční mikroskopie.